# Vila Cova à Coelheira (Seia)
Vila Cova à Coelheira is een plaats (freguesia) in de Portugese gemeente Seia en telt 574 inwoners (2001).